# Umweltgerechtigkeit
Umweltgerechtigkeit (engl. environmental justice) bezeichnet in den Vereinigten Staaten seit Anfang der 1980er-Jahre ein Problem im Schnittfeld von Umwelt-, Sozial- und Gesundheitspolitik. Menschen mit niedrigem Sozialstatus sind häufig stärker von Umweltbelastungen und deren Folgen betroffen als solche mit höherem Sozialstatus. Außerdem haben sie geringere Chancen, die diesbezüglichen politischen und administrativen Entscheidungen zu beeinflussen
In den USA werden neben dem meist verwendeten Begriff „environmental justice“ weitere Begriffe mit ähnlicher Bedeutung verwendet: „environmental inequity“ (politisch abschwächend), „environmental discrimination“ und „environmental racism“ (politisch verstärkend). Die übliche deutsche Übersetzung von „environmental justice“ ist „Umweltgerechtigkeit“; daneben wird auch „umweltbezogene Gerechtigkeit“ verwendet.

## Geschichte
Die Umweltgerechtigkeits-Bewegung der USA entstand in den 1960er Jahren als Teil der schwarzen Bürgerrechtsbewegung, die den institutionellen Rassismus hinter umweltrelevanten Entscheidungen und Praktiken entdeckte und kritisierte. Die Lebensbedingungen in den Wohnvierteln ärmerer und/oder nicht-weißer Bevölkerungsgruppen waren durch Umweltverschmutzung deutlich schlechter als bei der restlichen Bevölkerung. 1979 protestierten z. B. schwarze Hausbesitzer – unter dem Aspekt Verteilungsgerechtigkeit – gegen die Errichtung einer Mülldeponie an ihrem Wohnort.

## Problemhintergrund
Umweltgerechtigkeit wird in den USA seit den 1980er Jahren öffentlich diskutiert. Themen sind die soziale und räumliche Verteilung von Umweltlasten und Umweltgütern (Aspekt Verteilungsgerechtigkeit) und die Mitbestimmung der lokalen Bevölkerung bei Projekten, die ihre Umgebung und Umwelt belasten könnten (Aspekt Verfahrensgerechtigkeit), unabhängig von Hautfarbe, Ethnie, Einkommen oder Ausbildungsniveau.
In der Bundesrepublik Deutschland wird seit Anfang der 2000er Jahre Gerechtigkeit wieder stärker thematisiert, was aber meist mit Gleichheit gleichgesetzt wird. Damit müsste Ungleichheit für Gerechtigkeit relevant sein, was für soziale Ungleichheit breit akzeptiert wird, nicht aber für gesundheitliche oder umweltbezogene Ungleichheit. Aus deutscher Sicht ist es daher ungewöhnlich, dass in den USA Gerechtigkeit auch auf Umwelt bezogen wird.

## Beispiele
Umweltbelastungen können sozialräumlich ungleich verteilt sein. Das kann sich z. B. auf folgende Weisen äußern:
- Häufung von Fabriken, Kraftwerken, Tanklagern, Raffinerien in Gewerbegebieten in sozial schwachen Wohngebieten;
- Bau neuer Autobahnen, Schnellstraßen, Bahnstrecken, Hochspannungstrassen durch Unterschicht-, nicht aber Oberschichtbezirke;[7]
- Führung der An- und Abflugschneisen von Flughäfen so, dass wohlhabende Viertel möglichst nicht berührt werden;
- Häufung von Giftmülldeponien in US-amerikanischen Gebieten mit nicht-weißer Bevölkerung;[4]
- Platzierung von Risikoanlagen, wie Sondermülldeponien, Zwischen- und Endlagern in strukturschwachen Gebieten, in denen sozial benachteiligte Menschen leben;[8]
- Gezielte Vertreibung indigener Völker aus ihrem angestammten Lebensraum, z. B. in Brasilien, Bolivien und Mexiko.[9]

## Forschung
Wissenschaftliche Studien zur Umweltgerechtigkeit stellen z. B. folgende Forschungsfragen: der Verteilung bestimmter Umweltbelastungen auf unterschiedliche Orte (mit unterschiedlicher Bevölkerungsstruktur); der Entstehung sozialdiskriminierender Ungleichverteilungen von Umweltbelastungen; der Aufteilung der Kosten und Gewinne von Umweltverschmutzung; dem Vorkommen von umweltbedingten Krankheiten unter verschiedenen sozialen Gruppen.
Im Jahr 1987 wurde in den USA die erste Studie veröffentlicht, die einen deutlichen Zusammenhang zwischen Giftmülllagern und einer überwiegend farbigen Bevölkerung herstellte. Damals standen keine staatlichen Gelder zur Verfügung, so dass die United Church of Christ die Studie beauftragt hatte. Nach der Veröffentlichung stand fest, dass Giftmülllager, in allen Bundesstaaten der USA, deutlich häufiger dort anzutreffen waren, wo überproportional viele People of Color lebten.
Der Begriff der Umwelt ist dabei weit gefasst zu verstehen und kann so verschiedene Dinge meinen wie die Atemluft als globales öffentliches Gut oder die allernächste Umgebung des eigenen Wohnraums. Das Adjektiv „umweltgerecht“ beschreibt ein Verhalten oder Verfahren, welches sich im Einklang mit der Umwelt befindet (siehe auch Umweltverträglichkeit). Dem gegenüber betont das Substantiv „Umweltgerechtigkeit“ den Bezug auf den Menschen und ist daher anthropozentrisch.
In Berlin gibt es inzwischen ein erfolgreiches Kooperationsprojekt von einerseits zwei Senatsverwaltungen (SenGUV, SenStadt) mit andererseits mehreren Universitäten (u. a. HU Berlin, TU Berlin, Uni Leipzig), das Umweltgerechtigkeit in Berlin zum Thema hat.

## Rechtliche Konsequenzen
Umweltrechtlich betrachtet, gibt es noch immer keine verbindliche, rechtliche Grundlage für den Schutz und Erhalt oder die Renaturierung von Natur, die weltweit anwendbar ist. Jedoch haben die Vereinten Nationen, im Juli 2022, darüber abgestimmt, eine saubere Umwelt zum Menschenrecht zu erklären. Die Tatsache, dass nun jeder Mensch das Recht hat, in einer „sicheren, sauberen, gesunden und nachhaltigen Umwelt“ zu leben, gilt als wichtiger Impuls für die Weiterentwicklung der Umweltgesetzgebung und eine größere globale Umweltgerechtigkeit.
Überlegungen zur Umweltgerechtigkeit schließen oft das Verursacherprinzip mit ein. Wer für einen Umweltschaden verantwortlich ist, soll seine Beseitigung und eventuell entstandene weitere Kosten selber tragen und nicht zur Behebung der Allgemeinheit überlassen, also einer Umwelthaftung unterliegen. Als Beispiel für dieses Prinzip ist das Regelwerk der Europäischen Union zu nennen, das in der Richtlinie 2004/35/EG ausdrücklich darauf verweist. In den USA klagten zwei betroffene Familien bereits 2016 erfolgreich gegen durch Fracking verseuchtes Grundwasser. Ein Gericht in Pennsylvania verurteilte das Erdgasförderunternehmen zu Entschädigungszahlungen in der Höhe von 4,25 Mio. US-Dollar nachdem Wasser, welches übelriechend und verschmutzt aus den Leitungen in der betroffenen Haushalte geflossen war.
Unter diesen Gesichtspunkten lässt sich z. B. sagen, dass Geringverdiener, die in schlechten Wohnungen leben müssen, ebenso wenig Umweltgerechtigkeit erfahren wie Menschen in Entwicklungsländern, die besonders stark unter der globalen Erwärmung leiden, sie jedoch kaum mit verursacht haben.
Im Sinne gerechtigkeitstheoretischer Argumentation kann ebenfalls gefordert werden, dass Menschen oder Unternehmen, die in besonderer Weise von natürlichen Ressourcen profitieren, die Allgemeinheit an diesem Profit beteiligen sollen. Dahinter steht die Überlegung, dass die natürliche Umwelt nicht als normale Ware zu betrachten ist und daher auch niemandem als exklusivem Eigentum gehören kann. Dieser Bestandteil der Umweltgerechtigkeit findet sich beispielsweise in der Debatte über Biopiraterie wieder, bei der ein Konfliktpunkt die Erteilung von Patenten auf einzelne Gene ist.